# Републикански път III-5308
Републикански път IIІ-5308 е третокласен път, част от Републиканската пътна мрежа на България, преминаващ изцяло по територията на Ямболска област. Дължината му е 38,7 km.
Пътят се отклонява надясно при 158,9 km на Републикански път II-53 в югоизточната част на село Калчево и се насочва на югоизток през югоизточната част на Ямболското поле. Минава през селата Саранско и Каменец, като след последното навлиза в крайните западни разклонения на странджанския рид Каратепе. Тук пътят поема в южно направление минава през село Стефан Караджово и на 5,6 km североизточно от град Болярово се свързва с Републикански път II-79 при неговия 26,7 km.
| Пътища, отклоняващи се надясно (населено място, № на пътя, посока на пътя) | km   | Пътища, отклоняващи се наляво (посока на пътя, № на пътя, населено място) |
| -------------------------------------------------------------------------- | ---- | ------------------------------------------------------------------------- |
| Община Тунджа, II-53, 158,9 km, с. Калчево →                               | 0,0  | → с. Калчево, 158,9 km, II-53, Община Тунджа                              |
|                                                                            | 3,8  | → общински път (за с. Победа)                                             |
| (за с. Симеоново) общински път ←                                           | 4,6  |                                                                           |
| Община Стралджа                                                            | 9    | Община Стралджа                                                           |
| с. Саранско                                                                | 11,4 | → с. Саранско, общински път (за с. Тамарино)                              |
| (за с. Сламино) общински път ←                                             | 12   |                                                                           |
| (за с. Каменец) общински път ←                                             | 14,2 |                                                                           |
| (за с. Каменец) общински път ←                                             | 16,5 |                                                                           |
| (от 288,9 km на I-7) III-7009, 18,5 km →                                   | 20,1 |                                                                           |
|                                                                            | 20,6 | → общински път (за с. Поляна)                                             |
| Община Болярово, (за с. Камен връх) общински път ←                         | 25,7 | Община Болярово                                                           |
|                                                                            | 27,8 | → общински път (за с. Денница)                                            |
| (за с. Дъбово) общински път, с. Стефан Караджово ←                         | 33,3 | с. Стефан Караджово                                                       |
| (от гр. Елхово) II-79, 26,7 km →                                           | 38,7 | → 26,7 km, II-79 (до гр. Бургас)                                          |